# Stefan Grelewski
Stefan Grelewski (Dwikozy, 3 luglio 1898 – Dachau, 9 maggio 1941) è stato un presbitero polacco, morto durante la prigionia nel campo di concentramento di Dachau. È tra i 108 martiri polacchi beatificati da papa Giovanni Paolo II nel 1999.

## Biografia
Dopo gli studi condotti presso il seminario di Sandomierz e l'Università cattolica di Lublino, fu ordinato sacerdote nel 1921. Tra il 1922 e il 1924 soggiornò in Francia, dove conseguì il dottorato in diritto canonico a Strasburgo; in quegli anni, prestò servizio pastorale presso la comunità di emigrati polacchi.
Fu segretario dell'organizzazione cattolica del lavoratori di Radom e curò la pubblicazione di numerosi libri e riviste. Nel 1940 fu nominato rettore della chiesa della Santissima Trinità di Radom.
Durante l'occupazione tedesca della Polonia, continuò a dedicarsi clandestinamente all'insegnamento.
Arrestato insieme con il fratello Kazimierz il 24 gennaio 1941, fu torturato e deportato ad Auschwitz, quindi fu trasferito a Dachau, dove morì di stenti il 9 maggio successivo.

## Il culto
La Santa Sede ha riconosciuto l'autenticità del suo martirio il 26 marzo 1999.
Papa Giovanni Paolo II lo ha proclamato beato insieme con gli altri 107 martiri polacchi della seconda guerra mondiale durante la cerimonia celebrata in piazza Jósef Piłsudski a Varsavia il 13 giugno 1999, durante il suo viaggio apostolico in Polonia.
Il suo elogio si legge nel Martirologio romano al 9 maggio.

## Pubblicazioni
- Z powrotem na łono Kościoła Katolickiego : karty z życia konwertytów (1934)
- Wyznania protestanckie w Polsce (1934)
- Kościół Narodowy w Polsce, jego zasady, organizacja i rozwój (1936)
- Wyznania protestanckie i sekty religijne w Polsce współczesnej (1937)
- Sekty religijne w Polsce współczesnej (1937)